# David Campbell (componist)
David Campbell (Toronto, 7 februari 1948) is een Amerikaans componist, arrangeur en dirigent. Hij is het meest bekend van zijn werk voor Metallica, Linkin Park, Muse, Kiss, Leona Lewis, Bon Jovi, Evanescence en Alien Ant Farm. Ook heeft hij samen met zijn zoon Beck Hansen aan de albums van Hansen gewerkt.

## Carrière
Campbell verhuisde op vroege leeftijd naar Seattle, waar hij op negenjarige leeftijd viool leerde spelen. Op zijn twaalfde verdiepte hij zich in orkestratie door het bestuderen van het werk van Béla Bartók, Arnold Schönberg en Igor Stravinsky.
Eind jaren zestig verhuisde Campbell na zijn studie aan de Manhattan School of Music van New York naar Los Angeles om daar popmuziek te studeren.
Op 23-jarige leeftijd kwam zijn debuut als componist op het album Tapestry van de Amerikaanse zangeres Carole King. Dit leidde ook tot zijn debuut als arrangeur op Rhymes & Reasons, een ander album van King.
Campbell werkte ook mee aan films als Mind Games, Dead Man Walking, Brokeback Mountain, North Country, Dreamgirls en Scott Pilgrim vs. the World.

## Persoonlijk leven
Campbell is bekeerd tot Scientology. Daarnaast is hij getrouwd met Raven Kane, die tevens een componist is. Ze hebben twee zoons en één dochter.